# Steyr 190
Der Steyr 190 ist ein Traktor von Steyr Daimler Puch, das zweite Modell der Jubiläumsserie. Um die Leistungslücke zwischen den Modellen 188 und 288 zu schließen, kam im Jahr 1964 der Steyr 190 ins Programm. Abgesehen vom Dreizylindermotor war der Unterschied zum Steyr 188 gering. Er wurde innerhalb von drei Jahren 11.223 Mal verkauft (10.846 Steyr 190, 377 Steyr 190 s). Auf der Basis des Steyr 190 gab es auch eine Schmalspur-Variante (190 S), eine geplante Allrad-Ausführung wurde dagegen nicht umgesetzt.
Als dritter Typ der neuen Baureihe im Jubiläumsjahr 1964 wurde der 36 PS starke Traktor als Jubiläums-Traktor produziert. Er hatte wie die anderen Typen eine Vorderachsfederung. Für die Aufnahme von Frontgeräten war der vordere Hilfsrahmen (wie auch beim Steyr 290 und den späteren Plus-Typen) anders aufgebaut und kräftiger ausgeführt als bei Typen Steyr 188 und Steyr 288.

## Motor
Der Steyr 190 wurde von einem stehend eingebauten, wassergekühlten Viertakt-Dreizylinder-Dieselmotor mit Vorkammer-Verfahren vom Typ Steyr WD-306 a angetrieben. Der Motor hat einen Hub von 100 mm, eine Bohrung von 98 mm und einen Hubraum von 2262 cm³; die Verdichtung beträgt 21 : 1, der Öldruck 3 bis 4 atü, der maximale Einspritzdruck 135 atü.

## Getriebe
Der Steyr 190 ist mit einem Steyr-Daimler-Puch-Gruppengetriebe ausgerüstet, das in Acker- und Straßengruppe unterteilt ist, sowie mit einem Wechselgetriebe mit 2 × 4 Vorwärts- und 2 × 3 Rückwärtsgängen.

### Ackergruppe
| vorwärts          | rückwärts         |
| ----------------- | ----------------- |
| 1. Gang: 1,6 km/h | 1. Gang: 1,6 km/h |
| 2. Gang: 2,8 km/h | 2. Gang: 2,8 km/h |
| 3. Gang: 4,6 km/h | 3. Gang: 4,6 km/h |
| 4. Gang: 7,6 km/h |                   |

### Straßengruppe
| vorwärts           | rückwärts          |
| ------------------ | ------------------ |
| 1. Gang: 5,8 km/h  | 1. Gang: 5,8 km/h  |
| 2. Gang: 10,1 km/h | 2. Gang: 10,2 km/h |
| 3. Gang: 16,6 km/h | 3. Gang: 16,7 km/h |
| 4. Gang: 27,4 km/h |                    |

## Bremsen
Der Schlepper hat mechanisch betätigte Innenbackenbremsen, die als Einzelradbremsen auf die Hinterräder wirken.

## Achsen und Lenkung
Die Vorderachse ist starr und an einem Drehpunkt in der Mitte pendelnd gelagert; ihre Spurweite ist fünffach verstellbar von 1270 bis 1670 mm. Die Hinterachse ist als Portalachse ausgeführt und ihre Spurweite ist achtfach verstellbar von 1250 bis 1500 mm. Die Lenkung ist eine Schneckenrollenlenkung.

## Ausführung 190 s
Die als Schmalspur-Traktor 190 s gebaute Variante des Steyr 190 wurde für den Einsatz im Wein- und Obstbau und andere enge Wege gebaut. Er ergänzte das Angebot (Steyr 86 s mit 18 PS) um eine leistungsstarke Variante. Vom Typ Steyr 190 s wurden insgesamt 377 Stück gebaut, sein Nachfolger wurde der Steyr 540 s der Steyr Plus-Serie (ab 1970).

## Zusatzausrüstung
Auf Wunsch war folgende Zusatzausrüstung lieferbar:
- Betriebsstundenzähler
- Allwetterverdeck
- Traktormeter (Anzeige der Motordrehzahl/Fahrgeschwindigkeit und Betriebsstundenzähler)
- Mähantrieb
- Mähbalken
- Lamellenkupplung für Motorzapfwelle
- Zusatzgewichte
- Vordere Kotflügel
- Riemenscheibe
- Aufzugsgestänge für Zwischenachsanbau
- Druckluftbremsanlage
- Zwillingsbereifung
- Hackfruchtbereifung
- Verstellbare Spurweiten

## Typenschein Steyr-Diesel-Traktor Typ 190

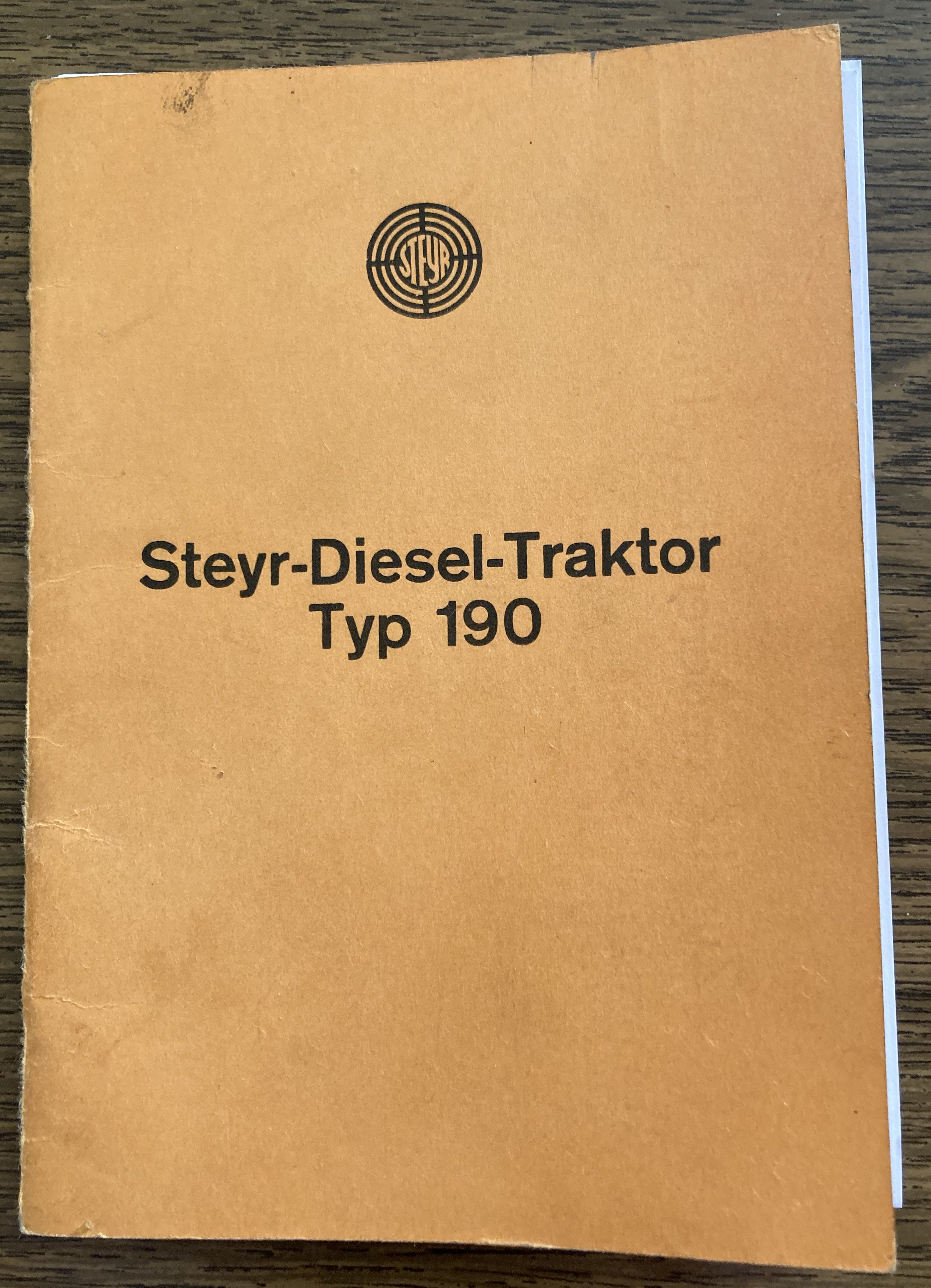
Typenschein Titelseite
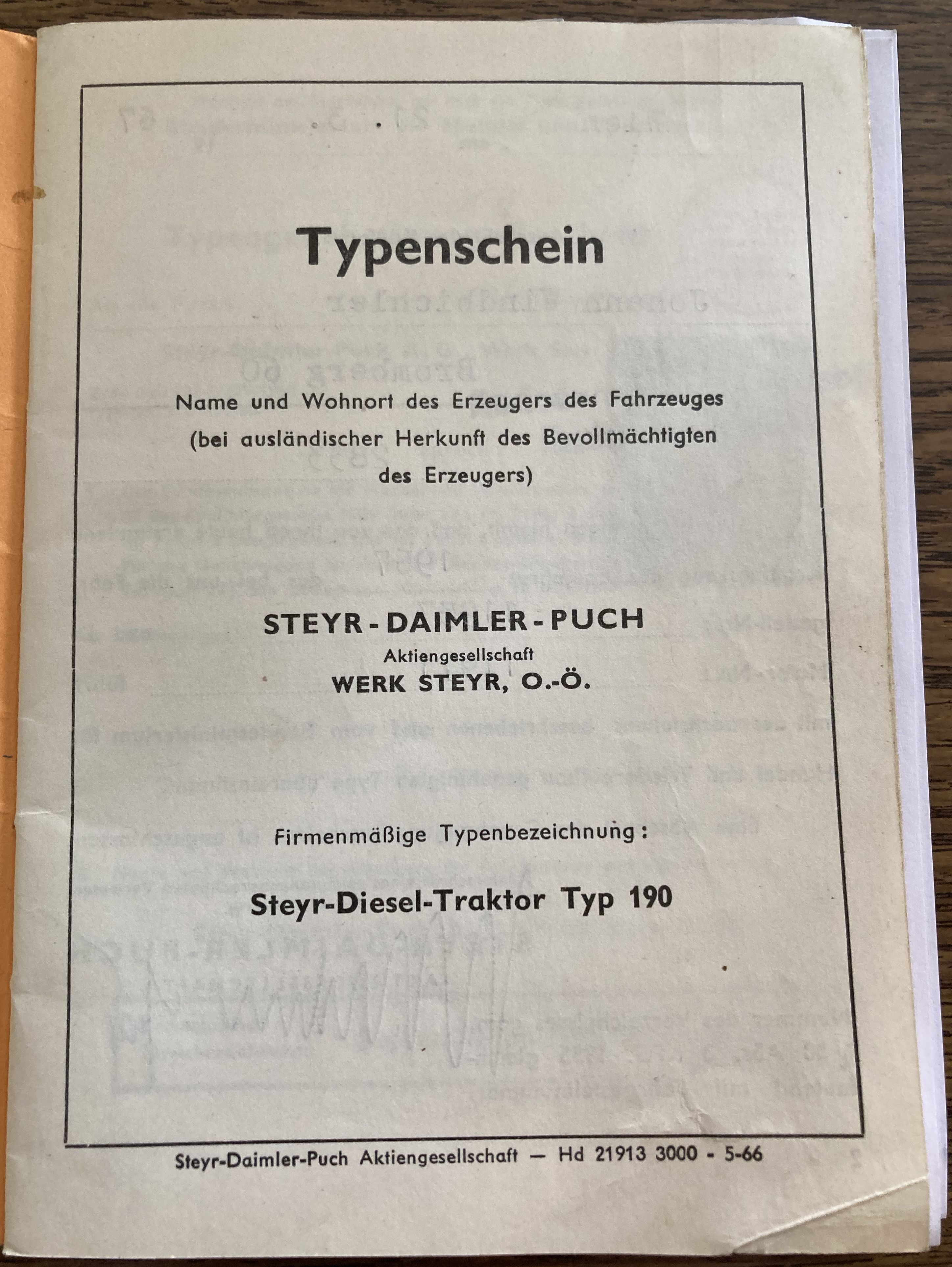
Typenbezeichnung des Herstellers
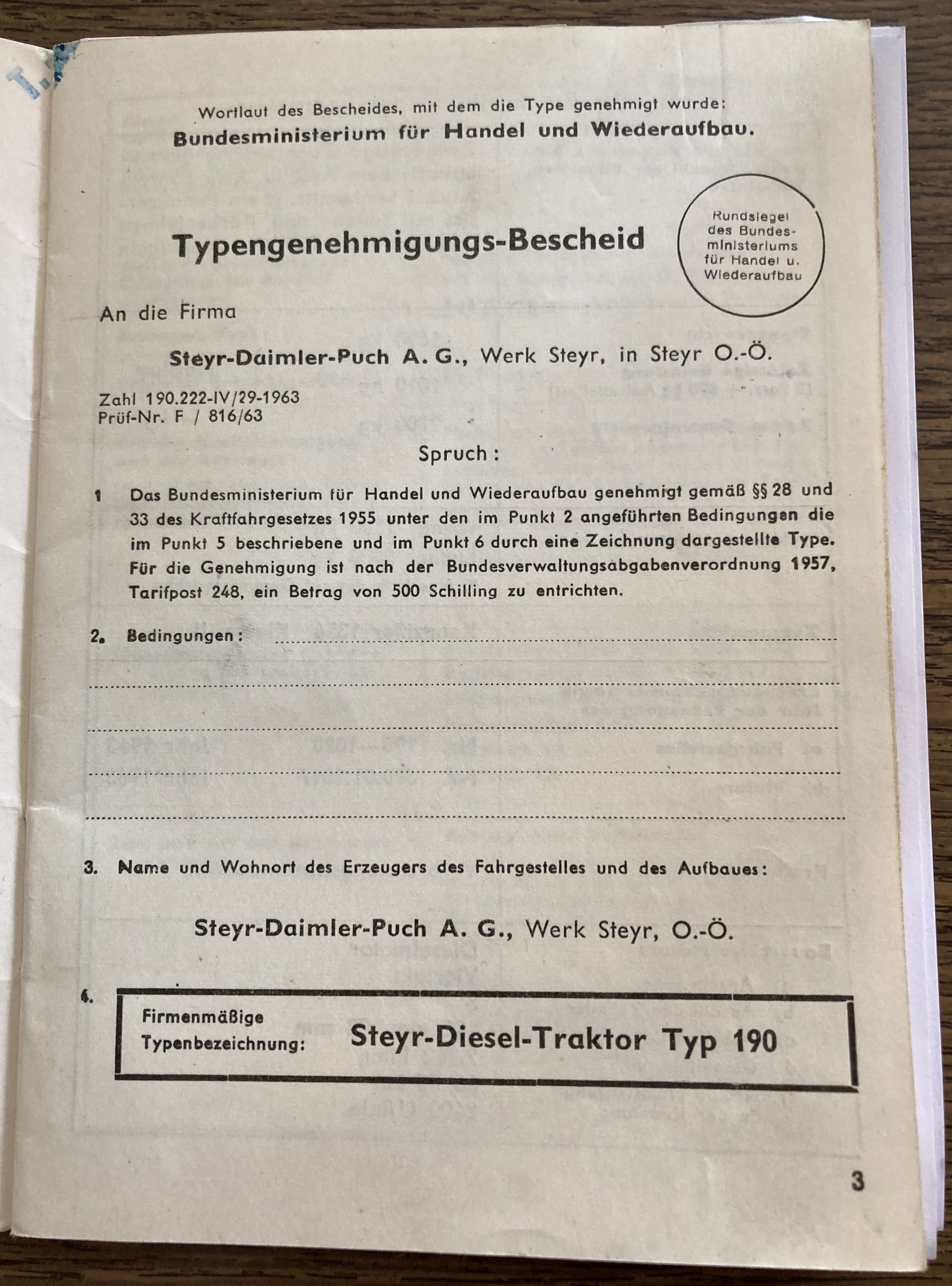
Typengenehmigungs-Bescheid
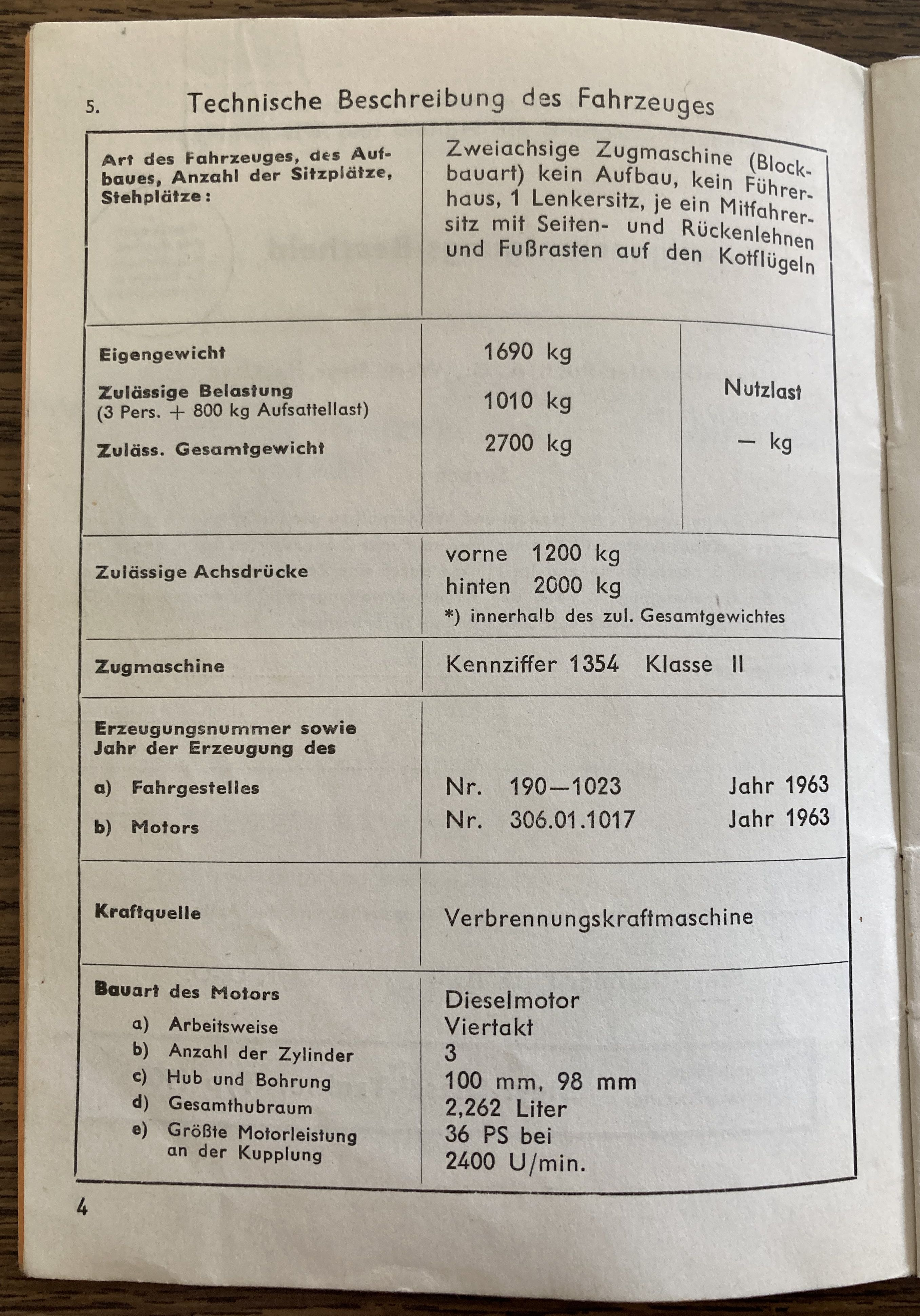
Technische Beschreibung des Fahrzeugs (Gewicht, Motor)
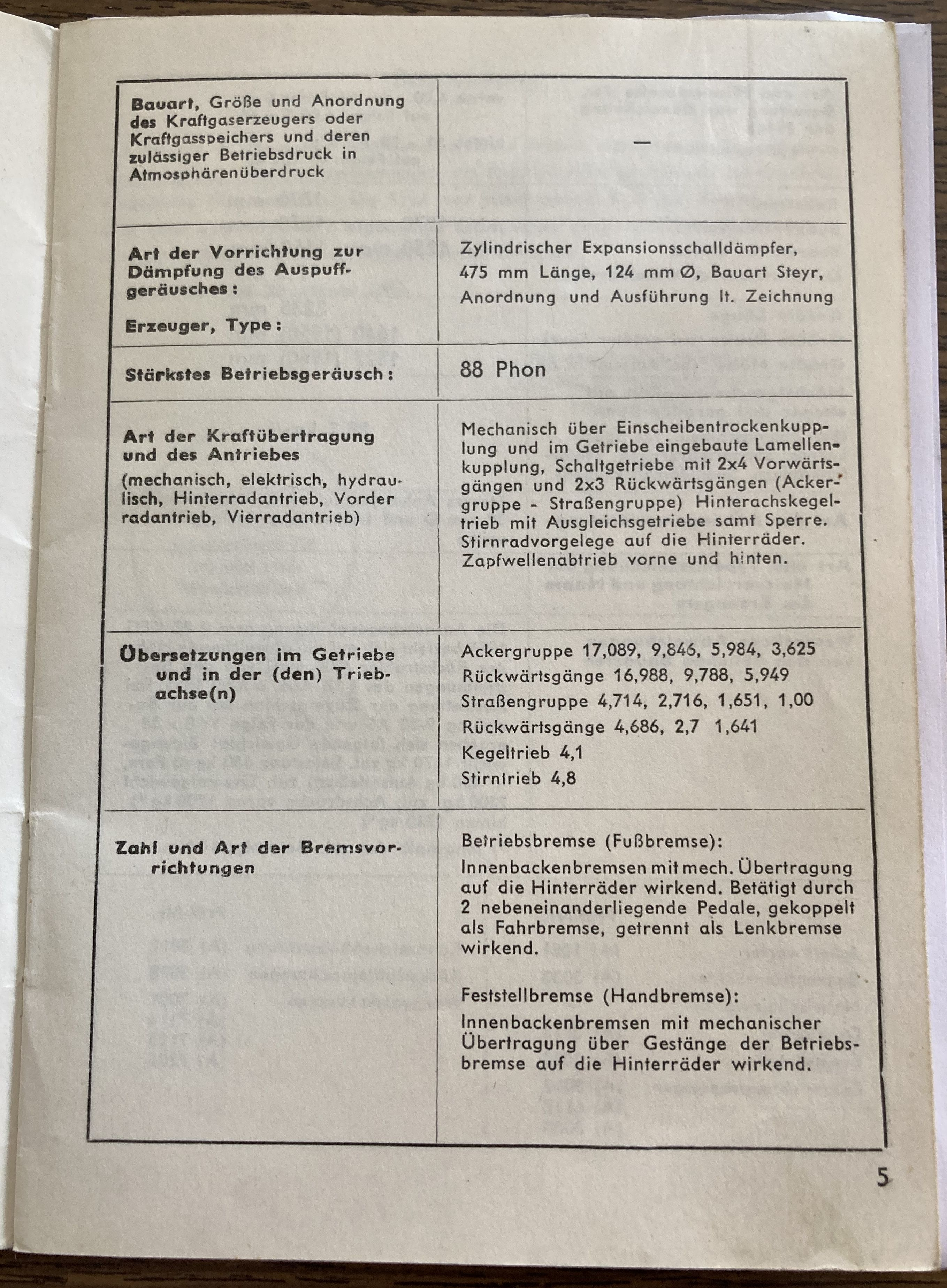
Technische Beschreibung des Fahrzeugs (Kraftübertragung, Getriebe)
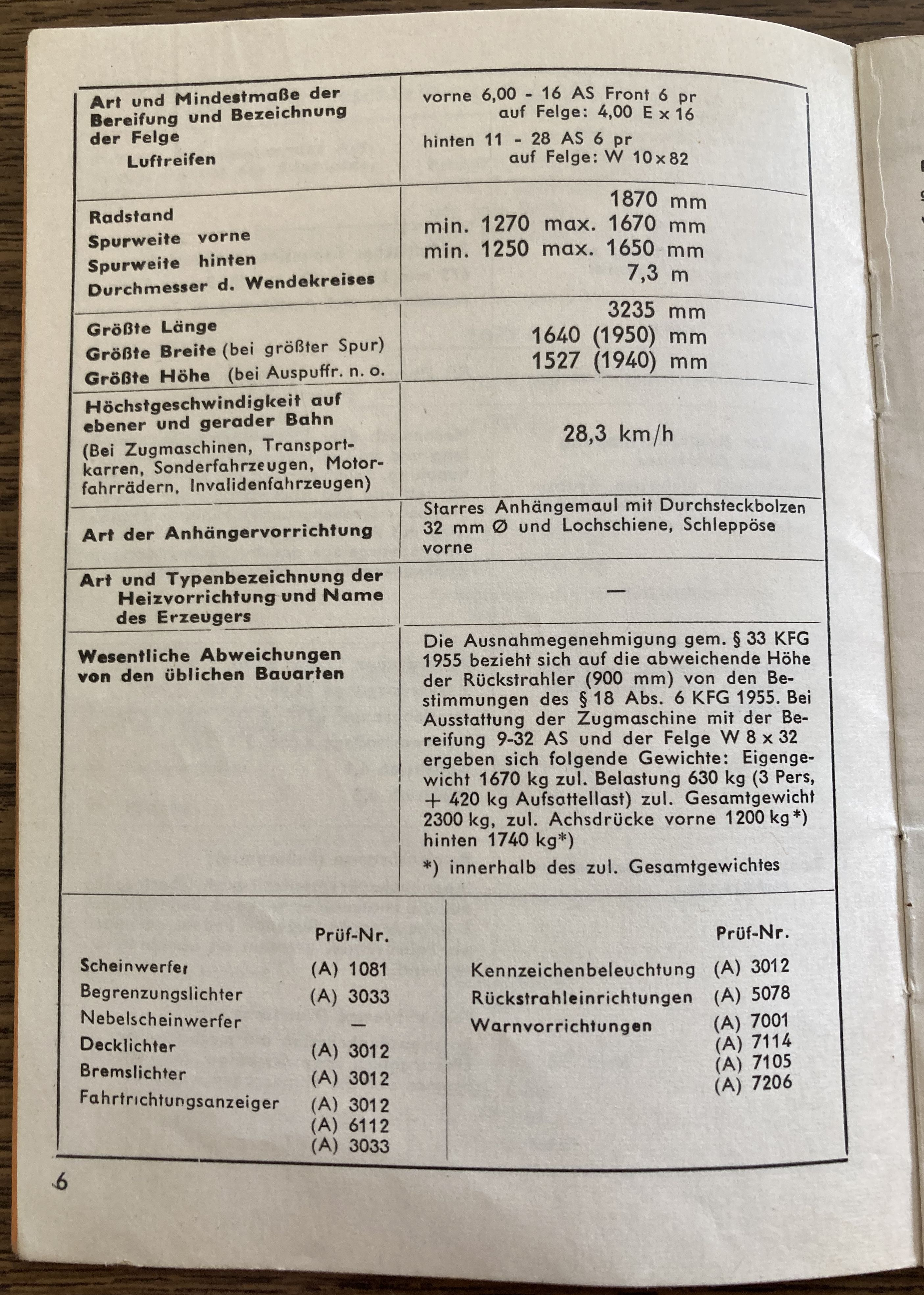
Technische Beschreibung des Fahrzeugs (Spurweite, Geschwindigkeit)